# Quartets Haydn (Mozart)

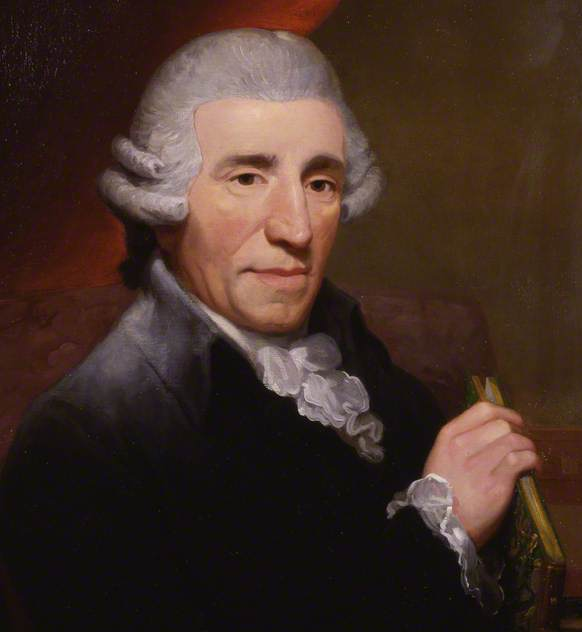
Haydn. Retrat de Thomas Hardy.

Els Quartets «Haydn» de Wolfgang Amadeus Mozart són una sèrie de sis quartets de corda publicats el 1785 a Viena; estan dedicats al compositor Joseph Haydn. Són considerats com una de les bases del quartet de corda clàssic i es caracteritzen pel seu refinament, elegància, naturalitat, innovació i enginy. Els sis quartets són:
- Quartet de corda núm. 14 en sol major, «Primavera», K. 387 (1782)
- Quartet de corda núm. 15 en re menor, K. 421 (1783)
- Quartet de corda núm. 16 en mi bemoll major, K. 428 (1783)
- Quartet de corda núm. 17 en si bemoll major, «La caça», K. 458 (1784)
- Quartet de corda núm. 18 en la major, K. 464 (1785)
- Quartet de corda núm. 19 en do major, «de les dissonàncies», K. 465 (1785)

Foren publicats a Viena, l'any 1785. Les dates de composició dels mateixos es mostren entre parèntesis.

## Context històric
Wolfgang Amadeus Mozart va compondre vint quartets de corda al llarg de la seva vida. Els sis Quartets «Haydn» foren escrits a Viena durant els anys 1782-1785. Estan dedicats al gran compositor i amic de Mozart, Joseph Haydn, considerat el creador del modern quartet de corda. Haydn havia completat recentment els seus influents quartets de corda, opus 33 el 1781, any en què Mozart es va instal·lar a Viena. Mozart va estudiar els quartets de corda de Haydn i va començar a compondre aquesta sèrie de sis quartets, publicats l'any 1785. Durant aquest temps, Haydn i Mozart s'havien fet amics, i de vegades interpretaven quartets junts a l'apartament de Mozart, amb Mozart tocant la viola i Haydn un dels violins.
Haydn va escoltar els quartets de Mozart per primer cop en dues reunions celebrades a casa de Mozart, una el 15 de gener i l'altra el 12 de febrer de 1785. En ambdues ocasions, Haydn només els va escoltar, sense arribar a interpretar-los. Després d'escoltar del tot, Haydn va fer un cèlebre comentari al pare de Mozart, que estava de visita: «Davant Déu, i com un home honest, et dic que el teu fill és el compositor més gran que he conegut, sigui de nom o personalment. Té gust i, el que és més, el més profund coneixement de la composició.» El comentari fou recollit en una carta que Leopold va enviar a la seva filla, Nannerl, el 16 de febrer.

## La dedicatòria
Dedicatòria de Mozart (1 de setembre de 1785):
Al meu estimat amic Haydn,
Un pare que havia decidit enviar els seus fills a l'ample món va considerar que era el seu deure confiar-los a la protecció i orientació d'un home molt cèlebre, especialment quan aquest darrer, en bona fortuna, era al mateix temps el seu millor amic. Heus aquí per tant, oh gran home i estimat amic, aquests sis fills meus. Són, en veritat, el fruit d'un llarg i laboriós treball, tot i que l'esperança que diversos amics em van inspirar em va animar, i m'enorgulleixo que aquests plançons serveixin per proporcionar consol algun dia. Tu, tu mateix, estimat amic, parla'm de la teva satisfacció vers ells durant la teva última visita a aquesta capital [Viena]. És aquesta indulgència cap a tots ells la que em porta a encomanar-te'ls i m'encoratja a confiar que no et resultaran completament indignes del teu favor. Potser, per contra, tinguis a bé rebre'ls amablement i ser el seu Pare, Guia i Amic! Des d'aquest moment et transfereixo tots els meus drets sobre ells, pregant-te que contemplis indulgentment els defectes que la parcialitat de l'ull d'un Pare m'impedeix veure, i malgrat tot [els possibles defectes a què fa referència] continuïs amb la teva generosa Amistat cap a qui tan gratament els valora [id est, cap al propi Mozart], esperant em trobo amb [l'amistat amb Haydn], amb tot el meu cor, el meu estimat amic, el teu més Sincer Amic,
W.A. Mozart.

## Forma i contingut
La forma del quartet de corda clàssic fou creada per Joseph Haydn a la dècada dels 1750. Haydn és conegut com el pare del quartet de corda, perquè en la totalitat dels seus seixanta-vuit quartets desenvolupà aquest gènere fins a portar-lo a la seva maduresa. El quartet compta amb dos violins, viola i violoncel. La seva funció es va dissenyar per a interpretacions privades o semiprivades en salons de l'aristocràcia o de la classe mitjana.
La forma dels Quartets «Haydn» segueix l'esquema estàndard creat per Haydn ja en la dècada dels 1770. En aquest moment, la forma del quartet va començar a fixar-se definitivament en quatre moviments, com en les simfonies. L'estructura bàsica dels sis Quartets «Haydn» és la següent –amb el segon i el tercer moviments intercanviables en diferents obres–:
1. Allegro, en forma sonata.
2. Adagio o Andante, en forma sonata.
3. Minuetto i Trio.
4. Allegro, en forma sonata, va rondar o variacions.

Els moviments lents d'aquestes obres, és a dir, el segon i el tercer moviment, destaquen per ser el "centre emocional" de cada quartet. Mostren una rica melodia cantabile, escrita amb una multiplicitat temàtica i un embelliment que exposa una sortida de l'estil haydnià.
Els quartets ofereixen així mateix un àmplia gamma de contingut emocional del Sturm und Drang: des del Quartet de corda núm. 15 en re menor, al misteri tonal dels inicis del núm. 16 en mi bemoll major, núm. 19 en do major, «de les dissonàncies», i la bondat característica de l'opera buffa de l'últim moviment del núm. 17 en si bemoll major, «La caça».

## La crítica
La primera acollida dels Quartets «Haydn» fou tant entusiasta com decebedora. El 1789, un dels primers crítics a opinar sobre l'obra –que escrivia de forma anònima en el Magazin der Musik de Cramer–, digué quelcom sobre els quartets que va en sintonia amb un tipus de reacció habitual a l'època amb relació a la música de Mozart: les seves obres eren plenes d'inspiració, però eren massa complexes i difícils de gaudir:
«Les obres de Mozart no agraden en general tant [com les de Leopold Kozeluch]... els sis quartets [de Mozart] per a violins, viola i contrabaix dedicats a Haydn confirmen... que ha decidit inclinar-se més per la dificultat i per allò d'inusual. Però llavors, quina idees tan grans i elevades té, delatant un esperit audaç!»
A la fi de la dècada dels 1780, Giuseppe Sarti va publicar un atac contra el Quartet «de les dissonàncies», i en descriviu les seccions com a "bàrbares", "execrables", i "lamentables" pel seu ús d'acords de tons sencers i cromatismes extrems. Aproximadament en aquesta mateix època, Fétis va editar una revisió de l'inici del Quartet «de les dissonàncies», insinuant que Mozart havia comès errors. Quan els editors dels quartets, Artaria, els van enviar a Itàlia perquè els publiquessin, els van retornar al·legant que "la partitura està plena d'errors".
No obstant, Heinrich Christoph Koch va observar que aquestes composicions eren dignes d'elogi, "una barreja d'estils estrictes i lliures i en el tractament de l'harmonia". Poc després de la seva publicació arribaren comentaris favorables des dels diaris de Salzburg i Berlín. Al començament del segle xix, Jérome-Joseph Momigny escrigué una extensa anàlisi del núm. 15 en re menor, K. 421. Momigny va emprar el text basat en el "Lament de Dido", de l'òpera Dido i Enees de Henry Purcell, per debatre sobre les qualitats emocionals i expressives del primer moviment d'aquesta obra.
Actualment, aquest conjunt de quartets es troben entre les obres més cèlebres de Mozart. Són considerats com "sòlides pedres angulars" del repertori de música de cambra i sovint són interpretats en concerts, emesos per la ràdio i en diversos enregistraments.